# 135ª Squadriglia radar remota
La 135ª Squadriglia radar remota (135ª Sq.R.R.) (callsign: Moro) è un ente dell'Aeronautica Militare situato a Marsala (TP), precedentemente noto come 35º Gruppo radar dell'Aeronautica Militare (35º Gr.R.A.M.). Essa opera con compiti di sorveglianza dello spazio aereo di pertinenza attraverso la scoperta, l'inizializzazione, l'identificazione e il tracciamento dei vettori aerei.
Nell'ottica di un ridimensionamento delle risorse destinate all'Aeronautica nel decennio 2013-2024 la stazione radar è stata remotizzata, ed è posta alle dipendenze del 4ª Brigata telecomunicazioni e sistemi per la difesa aerea e l’assistenza al volo di Borgo Piave (LT).
La Squadriglia è dotata di un datalink collegato con le sale operative dell'11º Gruppo DAMI di Poggio Renatico (FE) e del 22º Gruppo radar di Licola (NA) ai quali trasmette i dati di avvistamento e tracciamento dei velivoli acquisiti.
Nella stazione è presente anche un apparato SSSB (Ship-Shore-Ship Buffer), linea di collegamento sviluppata in ambito NATO per la gestione delle comunicazioni tra forze navali e apparati di difesa aerea basati a terra.
La 135ª Sq.R.R. dipende dalla 4ª Brigata telecomunicazioni e difesa aerea, dalla quale riceve anche il necessario supporto logistico e amministrativo.

## Storia
Nel 1961 venne installato e cominciò ad operare il primo radar in località Timpone.
Un anno dopo, il 1º luglio 1962, tale radar divenne operativo con operatività sulle 24 ore e fu costituito ufficialmente il Centro di Riporto e Controllo (CRC) di Marsala.
Il sito radar funzionava inizialmente in modalità fonetico–manuale: nella sala operativa del sito, le coordinate delle tracce venivano comunicate a voce dagli operatori seduti alle console radar ad altri operatori, che le disegnavano stando in piedi dietro un pannello trasparente. Parallelamente tali dati venivano scritti a penna da altri incaricati su un registro appositamente formattato.
Nel 1976, a seguito dello sviluppo tecnologico e nell'ambito del programma NADGE (NATO Air Defense Ground Enviroment), la registrazione del traffico aereo è stata effettuata con sistemi digitali e la stazione è stata trasformata in Centro di Riporto semiautomatico.
Il radar della difesa aerea di Marsala è stato coinvolto a più riprese nelle indagini sulla Strage di Ustica del 1980.
Nel 1986 venne costituito il 35º Gruppo radar, operativo fino al 2003, anno della completa remotizzazione, con la costituzione della 135ª Squadriglia e l'installazione della sala operativa Ship Shore Ship Buffer (S.S.S.B.), essenziale punto di snodo delle comunicazioni in ambito interforze.
Dal maggio 2011, la stazione è dotata di impianti FADR (Fixed Air Defense Radar) RAT31-DL di Selex Sistemi Integrati.
Il sistema d'arma installato a Marsala è il Fixed Air Defence Radar (FADR) RAT31-DL di Selex Sistemi Integrati, acquistato dalla Difesa per potenziare la rete operativa dell'Aeronautica militare italiana ed integrarla ancora di più nella catena di comando, controllo, comunicazione ed intelligence della Nato. L'installazione dei nuovi impianti, avvenuta nel 2013, ha suscitato polemiche per i costi, nonostante il necessario progresso tecnologico.

## Equipaggiamenti
- nel 1980 erano in servizio un radar di ricerca GE AN/FPS-88 e un radar quotametro GE AN/FPS-89, oltre a un secondo radar quotametro Marconi S-269;
- dai primi anni '80, radar 2D Selenia Argos 10 (il sito manteneva anche il vecchio AN/FPS-88 ottimizzato per vedere meglio le "basse quote", unico esempio in Italia di sito con due testate coubicate);
- dalla fine degli anni '90, radar 3D Selex Sistemi Integrati RAT-31SL
- dal 2003, sistema Ship Shore Ship Buffer (S.S.S.B.), punto nodale per l'integrazione dei dati radar tra unità navali, sistemi aviotrasportati e siti Difesa Aerea;
- dal 2013, radar 3D Selex ES RAT-31DL.